# Țrăklevți, Sofia
Țrăklevți (în bulgară Цръклевци) este un sat în comuna Dragoman, regiunea Sofia,  Bulgaria. 

## Demografie
Componența etnică a satului Țrăklevți
     Bulgari (46,77%)
     Nicio identificare (53,22%)
     Altele (0%)
La recensământul din 2011, populația satului Țrăklevți era de 62 locuitori. Nu există o etnie majoritară, locuitorii fiind  și bulgari (46,77%). Pentru 53,22% din locuitori nu este cunoscută apartenența etnică.